# Casa de Garcilaso de la Vega
La Casa de Garcilaso de la Vega es una casona colonial ubicada en la ciudad del Cusco, Perú. Ocupa el solar ubicado en la esquina sur de la Plaza Regocijo. Se destaca por haber sido la casa donde nació y vivió en el siglo XVI el Inca Garcilaso de la Vega. Actualmente es sede del Museo Histórico Regional del Cusco.
Desde 1972 el inmueble forma parte de la Zona Monumental del Cusco declarada como Monumento Histórico del Perú. Asimismo, en 1983 al ser parte del casco histórico de la ciudad del Cusco, forma parte de la zona central declarada por la UNESCO como Patrimonio Cultural de la Humanidad.
El solar perteneció, en primer lugar, a Francisco de Oñate y, desde 1560, al conquistador español Sebastián Garcilaso de la Vega y Vargas. Ahí vivió con su esposa la princesa inca Isabel Chimpu Ocllo y en ella nació el cronista Inca Garcilaso de la Vega. En la primera mitad del siglo XX se planeaba ya su remodelación. A fines del siglo XIX e inicios del XX, los altos de la casa pertenecían a Tomás Polo y la Borda, diputado por la provincia de La Convención y propietario de la hacienda Echarati que luego daría lugar al actual distrito de Echarate. Luego del Terremoto de 1950, el arquitecto peruano Emilio Harth-Terré se encargó de la remodelación de la casa que, entonces, no mostraba la existencia del muro inca que hoy se puede ver en su frontis. entonces propiedad de los señores Luna Oblitas, siendo el descubrimiento de la portada inca todo un acontecimiento que fuera conocido por la prensa. En la década de 1960 se aprobó la restauración definitiva a cargo del arquitecto Víctor Pimentel Gurmendi. En 1967, el inmueble fue expropiado por el gobierno peruano para ser utilizado como sede del Museo Histórico Regional que, hasta ese año, se ubicaba en la Casa de los cuatro bustos.
La casa fue construida sobre un andén incaico, cuya base son las bases de la actual construcción y forman los desniveles del ingreso. Dicha edificación tuvo importancia religiosa, ubicada en el octavo ceque hacia el Chinchaysuyo instaurada por el Inca Huayna Capac. Su actual morfología es típicamente colonial, con un marcado estilo andaluz, casa de patio central, rodeada de espacios con puerta al patio, arquerías de piedra en uno de sus lados, dos pisos y vanos de puertas y ventanas de proporción vertical.

#### Libros y publicaciones
- Angles Vargas, Víctor (1983). Historia del Cusco Cusco Colonial Tomo II Libro Segundo. Lima: Industrialgrafica S.A.
- Kubler, George (1953). «Cuzco Reconstrucción de la ciudad y restauración de sus monumentos Informe de la misión enviada por la Unesco en 1951». UNESCO. Consultado el 26 de agosto de 2019.

- Datos: Q69402419
- Multimedia: Casa de Garcilaso de la Vega / Q69402419